# مخالفة (كرة القدم)

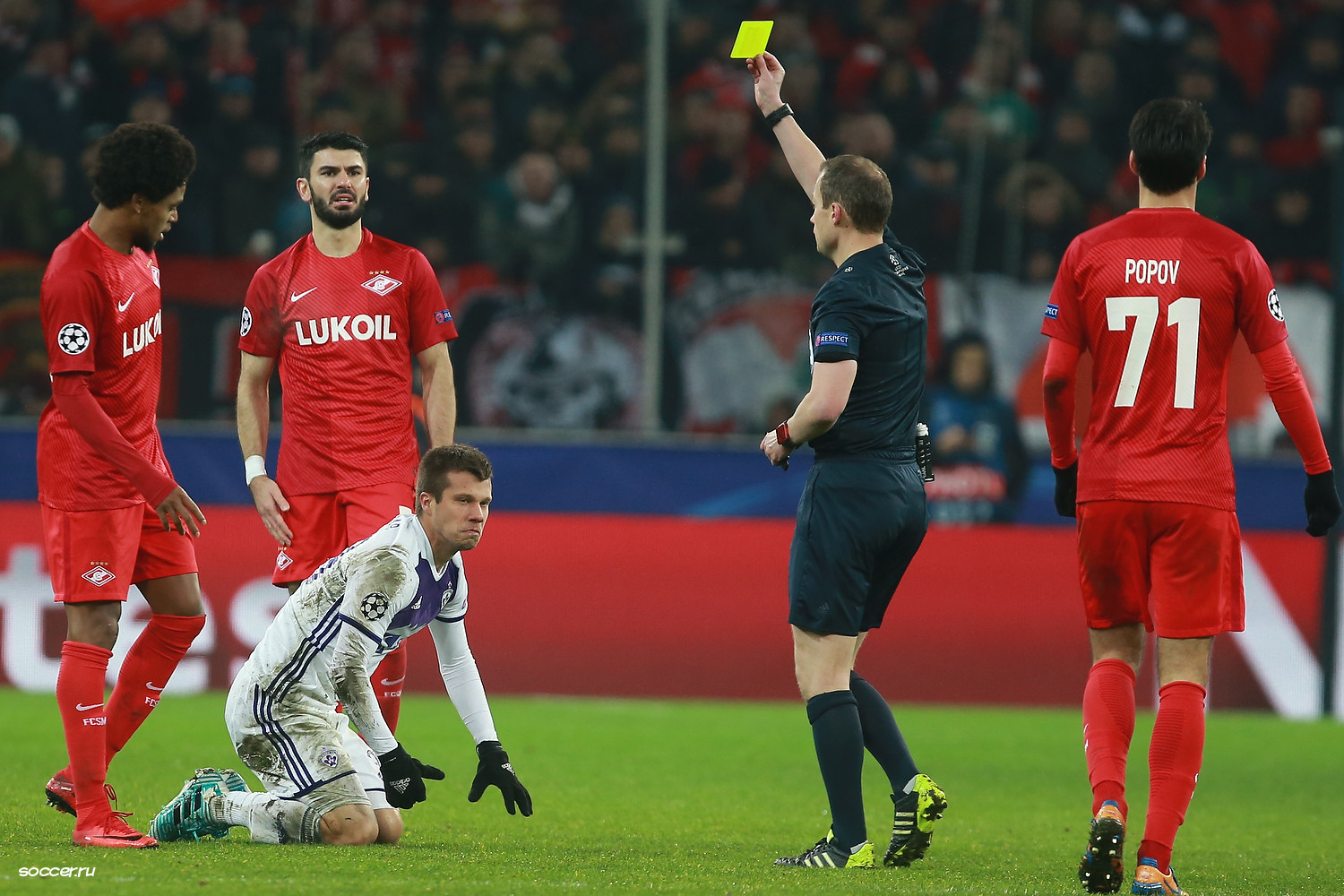

تعرف المخالفة في كرة القدم بأنها كل تصرف خارج عن قواعد اللعب النظيف داخل الملعب وبموجبها يطلق الحكم صافرته إعلانًا عن منح خطأ لصالح أحد الفريقين. وللمخالفة في كرة القدم عدة أشكال فمثلًا عندما يقوم أحد لاعبي الفريقين بدفع أو إسقاط لاعب الفريق الخصم الحامل للكرة فهذه تعتبر مخالفة تُعلَن عنها عن طريق الحكم.